# David Miranda (kolarz)
David Arnulfo Miranda (ur. 10 grudnia 1942 w Santa Ana) – salwadorski kolarz szosowy, uczestnik letnich igrzysk olimpijskich.
Miranda reprezentował Salwador na Letnich Igrzyskach Olimpijskich w 1968 w Meksyku. Brał udział w wyścigu indywidualnym ze startu wspólnego, którego nie ukończył.